# Pristimera tenuiflora
Pristimera tenuiflora är en benvedsväxtart som först beskrevs av C. Martius och Johann Joseph Peyritsch, och fick sitt nu gällande namn av Albert Charles Smith. Pristimera tenuiflora ingår i släktet Pristimera och familjen Celastraceae. Inga underarter finns listade.